# Merikarvia
Merikarvia (suédois : Sastmola) est une municipalité du sud-ouest de la Finlande, dans la région du Satakunta.

## Population
Si elle était autrefois densément peuplée, faisant vivre en 1920 près de 9 000 habitants de la pêche et de l'agriculture, elle a depuis connu une baisse continue de sa population malgré sa position côtière.
Depuis 1980, l'évolution démographique de Merikarvia est la suivante:
| Année      | 1980  | 1985  | 1990  | 1995  | 2000  | 2005  | 2010  | 2015  |
| ---------- | ----- | ----- | ----- | ----- | ----- | ----- | ----- | ----- |
| population | 4 150 | 4 189 | 4 187 | 4 088 | 3 811 | 3 582 | 3 347 | 3 174 |

## Géographie
La commune s'allonge le long de la côte du Golfe de Botnie, très sauvage. Elle s'étend jusqu'à la frontière de l'Ostrobotnie.
La côte est très découpée (450 km de côtes en tout): on y trouve de nombreuses petites îles (1 200), en particulier les centaines d'îlots de l'archipel d'Oura. L'intérieur est largement agricole et dépourvu de relief.
Le centre administratif est situé à 53 km de la capitale régionale Pori via la nationale 8.
Merikarvia est le début de la Seututie 270.
Les communes frontalières sont Pori au sud, Siikainen à l'est, Isojoki au nord-est (Ostrobotnie du Sud) et Kristinestad au nord (Ostrobotnie).

## Lieux et monuments
- Port de Krookka
- Rapides de Lankoski (fi)
- Église de Merikarvia (fi)
- Phare de Merikarvia (fi)
- Archipel d'Oura (fi)

## Personnalités
- Timo Vormala,
- Antti Ahlström,
- Jouko Elevaara,
- Daniel Gadolin,
- Paavo Haanpää,
- Olliver Hawk,
- Arto Lahti,
- Juha Mäntylä,
- Saara-Maria Paakkinen,
- Anna Rogel,
- Mathilda Roslin,
- Arvo Salo,
- Martti Santavuori,
- Jukka Syrenius,
- Juhani Syrjä,
- Eero Tommila

## Galerie

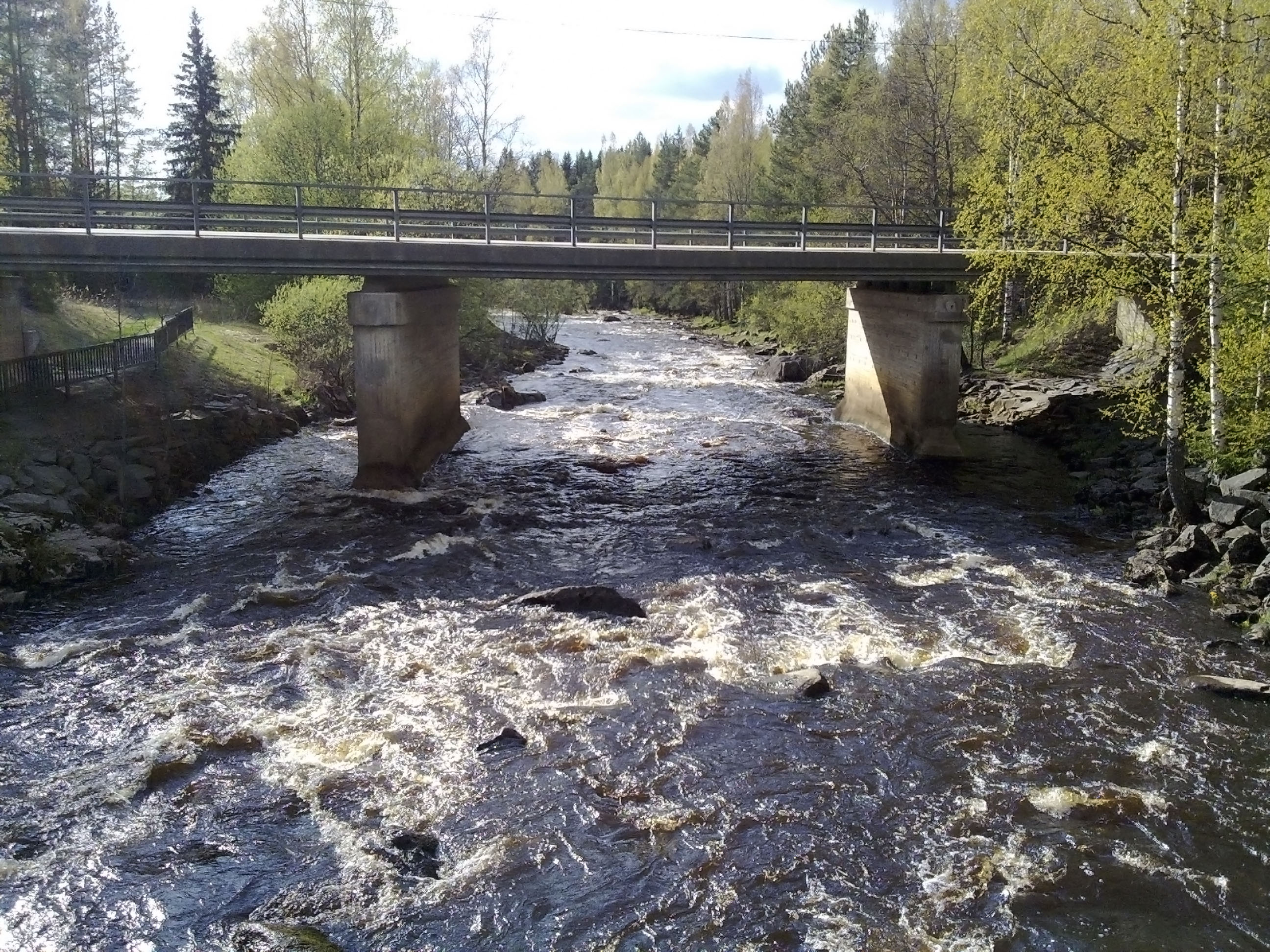
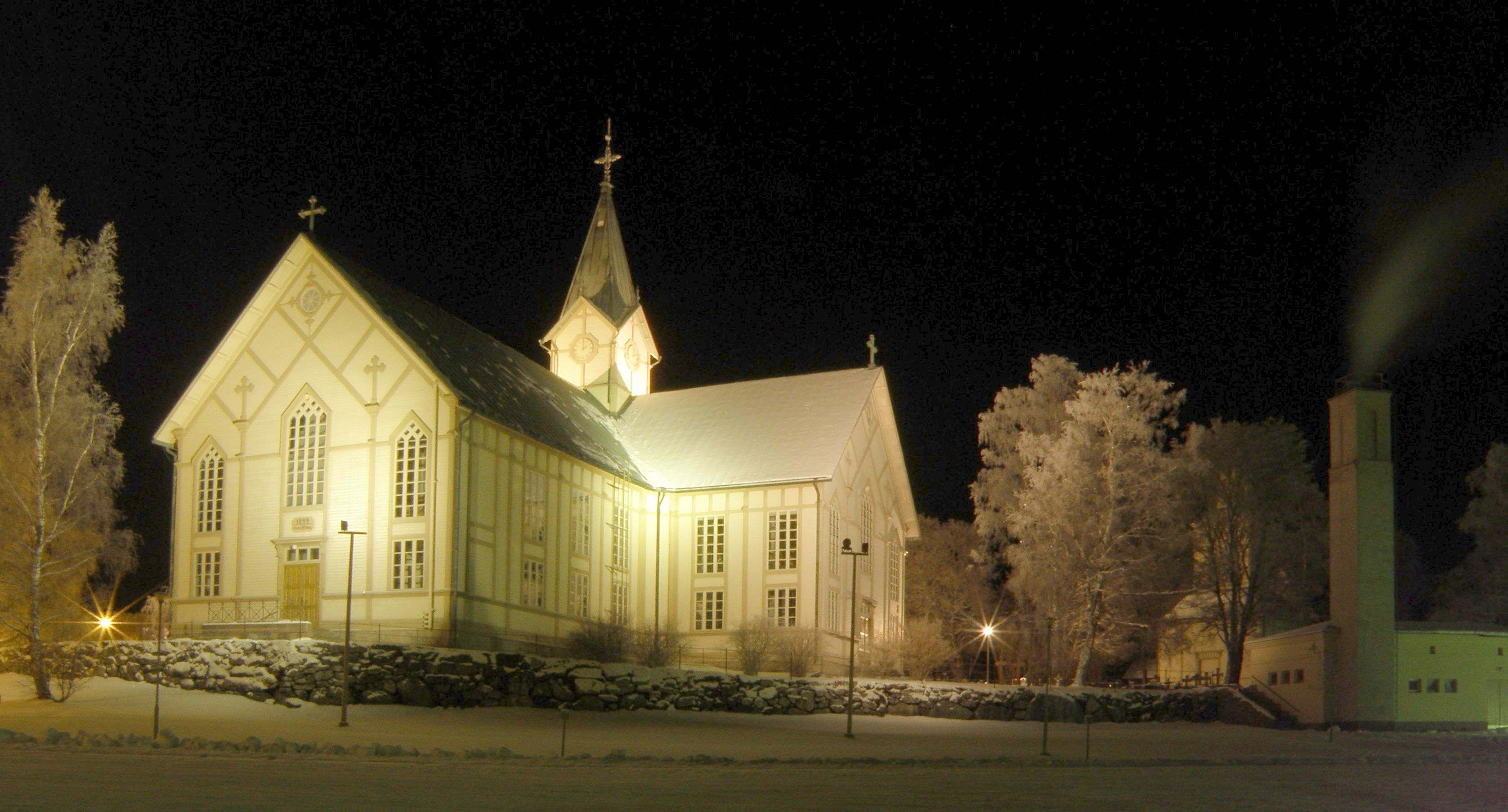
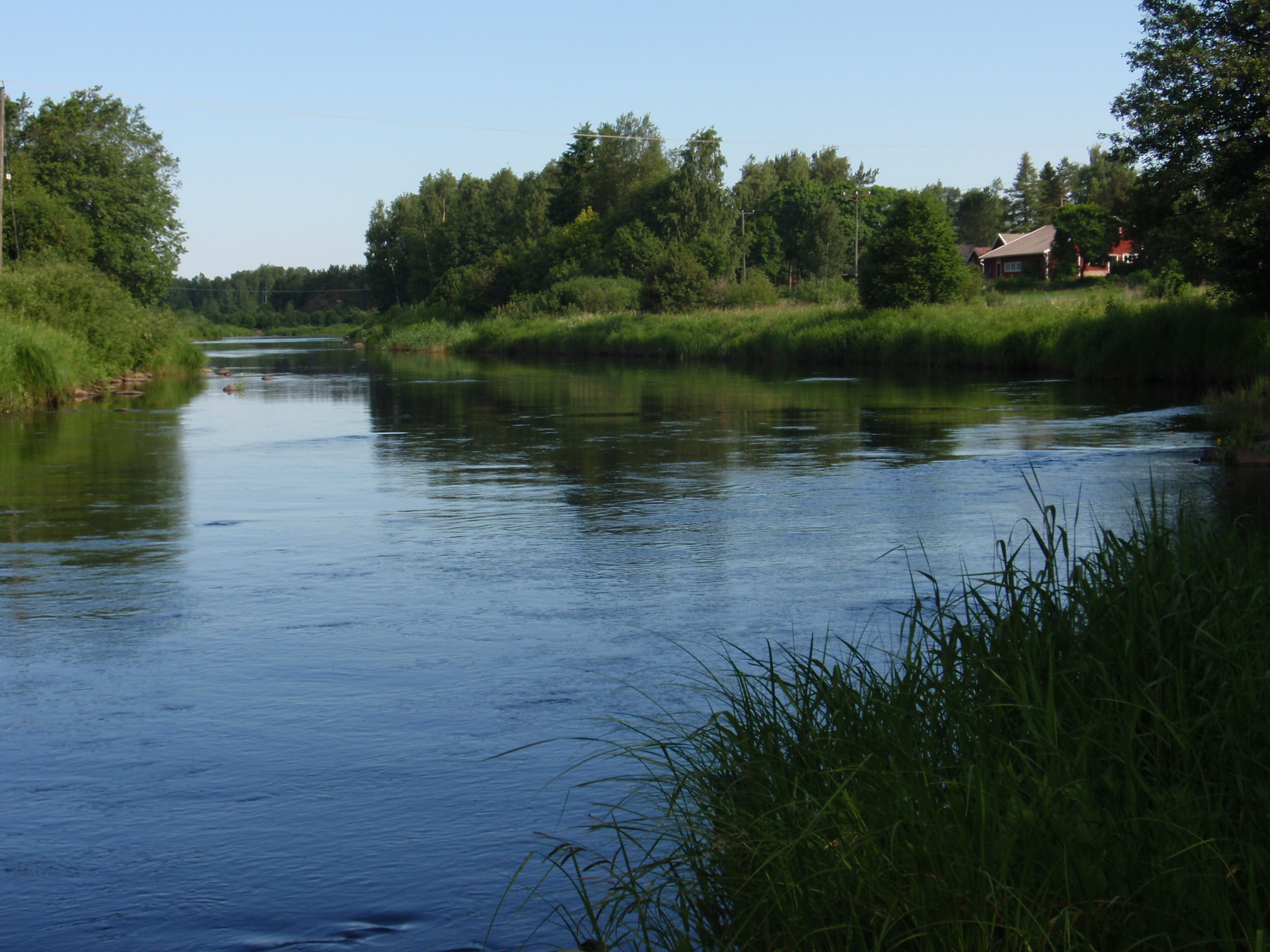
La

- Rapides de Lankoski (fi)
- Église de Merikarvia (fi)
- La rivière Merikarvia (fi)